# Diplycosia muscicola
Diplycosia muscicola är en ljungväxtart som beskrevs av Herman Otto Sleumer. Diplycosia muscicola ingår i släktet Diplycosia och familjen ljungväxter. Inga underarter finns listade i Catalogue of Life.